# Dalatjärnarna (Tännäs socken, Härjedalen, 695519-133541)
Dalatjärnarna är en sjö i Härjedalens kommun i Härjedalen och ingår i Ljusnans huvudavrinningsområde.